# Yassine Benzia
Yassine Benzia (Saint-Aubin-lès-Elbeuf, 8 september 1994) is een Frans voetballer van Algerijnse afkomst die doorgaans als aanvaller speelt. Hij verruilde Dijon FCO in januari 2023 voor Qarabağ FK. Benzia debuteerde in 2016 in het Algerijns voetbalelftal.

## Clubcarrière

### Olympique Lyon
Op 27 oktober 2011 tekende hij een profcontract bij Olympique Lyon. Nadat hij 42 doelpunten maakte in 46 wedstrijden in de jeugdelftallen van Lyon, werd hij gedurende het seizoen 2011/12 door coach Rémi Garde overgeheveld naar het eerste elftal. Hij maakte zijn competitiedebuut op 20 mei 2012, tegen Nice. Op 22 november 2012 maakte hij zijn Europese debuut, als basisspeler in een Europa League-duel tegen Sparta Praag. Hij opende de score voor Lyon. De wedstrijd eindigde in 1-1. In een duel in de groepsfase van de Europa League op 6 december 2012 maakte hij wederom de 2-0, tegen Hapoel Shmona.
Op 16 augustus 2013 maakte Benzia zijn eerste competitiedoelpunt in de Ligue 1, gedurende de tweede speeldag tegen FC Sochaux, waardoor Lyon uiteindelijk 3-1 won. Wegens een concurrentiestrijd met onder meer de Argentijns international Lisandro López (tot 2013) en de Frans internationals Bafétimbi Gomis en Alexandre Lacazette, pendelde Benzia, om voldoende speeltijd op te doen, tussen de selectie en Jong Olympique Lyonnais. Tijdens de Europese campagne van l'OL in het seizoen 2013/14 speelde Benzia vijf wedstrijden. Lyon reikte tot de kwartfinale van het UEFA Europa League toernooi, waarin Juventus voor uitschakeling zorgde (0-1 en 1-2). De jeugdinternational behoorde ook tot de gebruikte spelers in de Coupe de la Ligue, waarin Lyon op 19 april 2014 in de finale verloor van Paris Saint-Germain (1-2).

### Lille OSC
In de voorbereiding van seizoen 2015/16 tekende Benzia voor Lille OSC.

## Clubstatistieken

### Beloften
| Seizoen | Club                    | Competitie | Competitie | Competitie |
| Seizoen | Club                    | Competitie | Wed.       | Dlp.       |
| ------- | ----------------------- | ---------- | ---------- | ---------- |
| 2010/11 | Olympique Lyonnais -17  | Junioren   | 34         | 36         |
| 2011/12 | Jong Olympique Lyonnais | CFA        | 12         | 6          |
| 2012/13 | Jong Olympique Lyonnais | CFA        | 8          | 5          |
| 2013/14 | Jong Olympique Lyonnais | CFA        | 8          | 4          |
| Totaal  | Totaal                  | Totaal     | 62         | 51         |

### Senioren
| Seizoen         | Club                 | Competitie      | Competitie | Competitie | Beker | Beker | Internationaal | Internationaal | Totaal | Totaal |
| Seizoen         | Club                 | Competitie      | Wed.       | Dlp.       | Wed.  | Dlp.  | Wed.           | Dlp.           | Wed.   | Dlp.   |
| --------------- | -------------------- | --------------- | ---------- | ---------- | ----- | ----- | -------------- | -------------- | ------ | ------ |
| 2011/12         | Olympique Lyonnais   | Ligue 1         | 1          | 0          | 0     | 0     | 0              | 0              | 1      | 0      |
| 2012/13         | Olympique Lyonnais   | Ligue 1         | 16         | 0          | 0     | 0     | 3              | 2              | 19     | 2      |
| 2013/14         | Olympique Lyonnais   | Ligue 1         | 11         | 2          | 3     | 0     | 5              | 0              | 19     | 2      |
| 2014/15         | Olympique Lyonnais   | Ligue 1         | 10         | 2          | 1     | 0     | 2              | 0              | 13     | 2      |
| 2015/16         | Lille OSC            | Ligue 1         | 25         | 5          | 4     | 0     | 0              | 0              | 29     | 5      |
| 2016/17         | Lille OSC            | Ligue 1         | 25         | 3          | 2     | 0     | 2              | 0              | 29     | 3      |
| 2017/18         | Lille OSC            | Ligue 1         | 31         | 1          | 2     | 1     | 0              | 0              | 33     | 2      |
| 2018/19         | Lille OSC            | Ligue 1         | 2          | 0          | 0     | 0     | 0              | 0              | 2      | 0      |
| 2018/19         | → Fenerbahçe         | Süper Lig       | 13         | 0          | 4     | 0     | 3              | 0              | 20     | 0      |
| 2019/20         | → Olympiakos Piraeus | Super League    | 5          | 0          | 1     | 0     | 3              | 0              | 9      | 0      |
| 2019/20         | Dijon FCO            | Ligue 1         | 3          | 0          | 1     | 0     | —              | —              | 4      | 0      |
| 2020/21         | Dijon FCO            | Ligue 1         | 7          | 2          | 0     | 0     | —              | —              | 7      | 2      |
| 2021/22         | Dijon FCO            | Ligue 2         | 17         | 4          | 1     | 0     | —              | —              | 18     | 4      |
| 2021/22         | → Hatayspor          | Süper Lig       | 12         | 2          | 0     | 0     | —              | —              | 12     | 2      |
| 2022/23         | FK Qarabağ           | Premyer Liqa    | 3          | 0          | 0     | 0     | 2              | 0              | 5      | 0      |
| 2023/24         | FK Qarabağ           | Premyer Liqa    | 27         | 12         | 4     | 0     | 18             | 4              | 49     | 16     |
| 2024/25         | FK Qarabağ           | Premyer Liqa    | 0          | 0          | 0     | 0     | 2              | 1              | 2      | 1      |
| Carrière totaal | Carrière totaal      | Carrière totaal | 208        | 33         | 23    | 1     | 40             | 7              | 271    | 41     |

Bijgewerkt tot en met 30 juli 2024.

## Interlandcarrière

### Jeugdinternational
Benzia kwam uit voor Frankrijk -16, Frankrijk -17, Frankrijk -18 en Frankrijk -19. Hij debuteerde in 2013 in Jong Frankrijk. In 2016 werd hij opgeroepen voor het Algerijns voetbalelftal. Na 4 wedstrijden, waarin hij nog eenmaal scoorde, wist hij vervolgens nooit meer een plek te vinden in het elftal.

## Erelijst

#### Met Olympique Lyon
| Competitie            | Winnaar | Winnaar | Runner-up | Runner-up |
| Competitie            | Aantal  | Jaren   | Aantal    | Jaren     |
| --------------------- | ------- | ------- | --------- | --------- |
| Trophée des Champions | 1x      | 2012    |           |           |
| Coupe de la Ligue     |         |         | 1x        | 2014      |